# Mariner 8
A Mariner 8, ou Mariner-H (Mariner Mars '71), foi (juntamente com a Mariner 9) parte do Programa Mariner. O objetivo, era entrar em órbita de Marte e retornar imagens e dados.
Devido a uma falha no veículo lançador, essa missão não conseguiu sequer atingir a órbita da Terra, e a espaçonave acabou caindo no Oceano Atlantico pouco depois do lançamento.